# ジョナサン・マロ
ジョナサン・ジョセフ・マロ（Jonathan Joseph Malo、1983年9月29日 - ）は、カナダ・ケベック州出身の元プロ野球選手（遊撃手）。

## 経歴
2002年にニューヨーク・メッツにドラフト40巡目（全体1197位）で指名されるも契約しなかった。
2003年にメッツから48巡目（全体1413位）で指名されるも、再び契約しなかった。
2004年にFAとしてメッツと契約した。
2009年には、第38回IBAFワールドカップに出場し銅メダルを受賞した。
2011年オフの9月16日に第39回IBAFワールドカップとグアダラハラパンアメリカン競技大会の野球カナダ代表に選出された。ワールドカップでは銅メダル、パンアメリカン競技大会では金メダルを受賞した。この年限りでメッツを退団。
2012年からは、カナディアン・アメリカン・リーグのケベック・キャピタルズでプレー。9月11日に第3回WBC予選のカナダ代表に選出された。
2013年1月17日に、第3回WBC本戦のカナダ代表が発表され、代表入りした。
2017年開幕前の2月8日に第4回WBCのカナダ代表に選出された。
2019年限りでケベック・キャピタルズを退団し現役を引退した。

## 詳細情報

### 代表歴
- 2009 IBAFワールドカップ カナダ代表
- 2011年パンアメリカン競技大会野球カナダ代表
- 2011 IBAFワールドカップ カナダ代表
- 2013 ワールド・ベースボール・クラシック予選 カナダ代表
- 2013 ワールド・ベースボール・クラシック・カナダ代表
- 2017 ワールド・ベースボール・クラシック・カナダ代表
- 2019 WBSCプレミア12 カナダ代表